# 머스코기어
머스코기어, 머스코지어(Muscogee) 또는 크리크어(Creek)는 머스코기족(크리크족)과 많은 세미놀족이 사용하던 머스코기어족의 언어이다. 유럽인 도래 당시 오늘날의 플로리다 등 미국 동남부에 해당하는 지역에서 사용되고 있었으나 1830년대 미 정부에 의한 인디언 준주로의 강제이주로 인해 오늘날에는 오클라호마에 화자가 많으며 총 5,000명 전후로 추산된다. 자기명칭은 마스코키(Mvskoke)이다.

## 같이 보기
- 머스코기족
- 세미놀족